# Hormigueros
Hormigueros è una città di Porto Rico situata nell'immediato entroterra occidentale dell'isola. L'area comunale confina a nord con Mayagüez, a est con San Germán e a sud-ovest con Cabo Rojo. Il comune, che fu fondato nel 1874, oggi conta una popolazione di quasi 20 000 abitanti ed è suddiviso in 6 circoscrizioni (barrios).